# Area Bitcoin
Area Bitcoin, anteriormente chamada UseCripto, é um canal do Youtube e uma escola de educação sobre Bitcoin que declara ter como propósito "acelerar a soberania das pessoas através do Bitcoin".
Começou a operar em 2019, pelo nome de UseCripto e foi fundada pelas sócias Kaká Furlan e Caroline Souza em Porto Alegre, Rio Grande do Sul. Elas são reconhecidas na comunidade Bitcoin brasileira, fazendo parte do top 10 maiores influenciadoras do mercado de criptomoedas no Brasil. 
Em 2021, elas saíram na Forbes e foram entrevistadas por Pedro Bial, em seu programa na Globo. Neste mesmo ano, a empresa firmou uma parceria de conteúdo e criação de cursos, juntamente com a Me Poupe, que é considerado o maior canal de finanças do mundo.
No início de 2022, receberam o prêmio CryptoAwards de maior Influencer cripto na categoria feminino.
Em 25 de julho de 2022, houve a mudança definitiva para o nome Area Bitcoin, transformando o canal e a escola em Bitcoin Only.
Em 15 de novembro de 2022, Carol foi uma das duas palestrantes brasileiras a palestrar no Adopting Bitcoin, em El Salvador, um país que adotou o Bitcoin como moeda oficial.
No mesmo ano, a empresa lançou a cerveja 'Opt Out' em parceria com a cervejaria Dogma.
Em 2023, se tornou uma empresa parceira para a realização da segunda edição da Satsconf, a maior conferência sobre Bitcoin do Brasil, que reuniu mais de 700 entusiastas em São Paulo.

## Ligações Externas
- Sítio oficial